# Phytomyza verticillatae
Phytomyza verticillatae är en tvåvingeart som beskrevs av Kulp 1968. Phytomyza verticillatae ingår i släktet Phytomyza och familjen minerarflugor. Inga underarter finns listade i Catalogue of Life.